# اتیل یدواستات
اتیل یدواستات (به انگلیسی: Ethyl iodoacetate) یک ترکیب شیمیایی با شناسه پاب‌کم ۱۲۱۸۳ است.